# Lars Orrhage
Lars Axel Orrhage, född 24 mars 1931, död 25 april 2012, var en svensk evertebratzoolog och museichef. Han disputerade 1964 vid Uppsala universitet och var professor emeritus i evertebratzoologi vid Naturhistoriska riksmuseet.